# Campeonato Mundial de Ginástica Acrobática de 2024
O 29º Campeonato Mundial de Ginástica Acrobática foi organizado pela Federação Internacional de Ginástica nos dias 19 a 22 de setembro de 2022, em Guimarães, em Portugal. Foram disputados 16 eventos nas categorias feminino, masculino e misto.

## Quadro de medalhas
O quadro de medalhas foi publicado.
| Ordem | País            | Medalha de ouro | Medalha de prata | Medalha de bronze | Total |
| ----- | --------------- | --------------- | ---------------- | ----------------- | ----- |
| 1     | Bélgica         | 5               | 1                | 0                 | 6     |
| 2     | China           | 5               | 1                | 1                 | 6     |
| 3     | Azerbaijão      | 4               | 1                | 3                 | 8     |
| 4     | Ucrânia         | 1               | 2                | 2                 | 5     |
| 5     | Portugal        | 1               | 2                | 0                 | 3     |
| 6     | Israel          | 0               | 8                | 3                 | 11    |
| 7     | Estados Unidos  | 0               | 1                | 2                 | 3     |
| 8     | Espanha         | 0               | 1                | 0                 | 1     |
| 9     | Cazaquistão     | 0               | 0                | 2                 | 2     |
| 9     | Coreia do Norte | 0               | 0                | 2                 | 2     |
| 11    | Grã-Bretanha    | 0               | 0                | 1                 | 1     |
| Total | Total           | 16              | 16               | 16                | 48    |

## Medalhistas

### Combinado
| Evento          | Ouro                                                         | Prata                                                           | Bronze                                                                 |
| --------------- | ------------------------------------------------------------ | --------------------------------------------------------------- | ---------------------------------------------------------------------- |
| Equipe          | China                                                        | Azerbaijão                                                      | Israel                                                                 |
| Par Masculino   | Azerbaijão · Daniel Abbasov · Murad Rafiyev                  | Portugal · Miguel Lopes · Goncalo Parreira                      | Cazaquistão · Daniyel Dil · Vadim Shulyar                              |
| Par Feminino    | Bélgica · Silke Macharis · Maysae Bouhouch                   | Ucrânia · Ruzanna Vecheruk · Anhelina Cherniavska               | Israel · Maya Velner · Rony Cohen                                      |
| Par Misto       | Azerbaijão · Aghasif Rahimov · Raziya Seyidli                | Ucrânia · Ivan Labunets · Yevfrosyniia Kryvytska                | Coreia do Norte · RI Hyo-song · Ro Hye-song                            |
| Grupo Masculino | China · Ma Xuefeng · Shi Jingwei · Zhang Minghe · Shi Junjie | Israel · Tomer Offir · Or Abraham · Lior Borodin · Rotem Amihai | Ucrânia · Yurii Push · Taras Yarush · Stanislav Kukurudz · Yuriy Savka |
| Grupo Feminino  | China · Ma Yixing · Gu Quanjia · Ding Wenyan                 | Bélgica · Lauren Verbrugghe · Sofie Jaeken · Mirte Vercauteren  | Israel · Ori Dekel · Sivan Gerber · Rony Rotman                        |

### Estático
| Evento          | Ouro                                                           | Prata                                                           | Bronze                                                                     |
| --------------- | -------------------------------------------------------------- | --------------------------------------------------------------- | -------------------------------------------------------------------------- |
| Par Masculino   | Azerbaijão · Daniel Abbasov · Murad Rafiyev                    | Portugal · Miguel Lopes · Goncalo Parreira                      | Cazaquistão · Daniyel Dil · Vadim Shulyar                                  |
| Par Feminino    | Bélgica · Silke Macharis · Maysae Bouhouch                     | Israel · Almog Green · Orian Yehudah                            | Grã-Bretanha · Natalia Gilbert · Esme Mathias                              |
| Par Misto       | Azerbaijão · Aghasif Rahimov · Raziya Seyidli                  | Israel · Yonatan Fridman · Amy Refaeli                          | Coreia do Norte · RI Hyo-song · Ro Hye-song                                |
| Grupo Masculino | China · Ma Xuefeng · Shi Jingwei · Zhang Minghe · Shi Junjie   | Israel · Tomer Offir · Or Abraham · Lior Borodin · Rotem Amihai | Ucrânia · Yurii Push · Taras Yarush · Stanislav Kukurudz · Yuriy Savka     |
| Grupo Feminino  | Bélgica · Lauren Verbrugghe · Sofie Jaeken · Mirte Vercauteren | Israel · Ori Dekel · Sivan Gerber · Rony Rotman                 | Estados Unidos · Grace Vonder Haar · Kayla Vonder Haar · Mariam Tutberidze |

### Dinâmico
| Evento          | Ouro                                                           | Prata                                                                      | Bronze                                                                            |
| --------------- | -------------------------------------------------------------- | -------------------------------------------------------------------------- | --------------------------------------------------------------------------------- |
| Par Masculino   | Portugal · Miguel Lopes · Goncalo Parreira                     | Espanha · Jose Moreno · Juan Daniel Molina                                 | Azerbaijão · Daniel Abbasov · Murad Rafiyev                                       |
| Par Feminino    | Bélgica · Silke Macharis · Maysae Bouhouch                     | Israel · Maya Velner · Rony Cohen                                          | Estados Unidos · Ariana Katsov · Moraeah Arthur                                   |
| Par Misto       | Ucrânia · Bohdan Ivanyk · Anastasiia Semenovych                | Israel · Yonatan Fridman · Amy Refaeli                                     | Azerbaijão · Aghasif Rahimov · Raziya Seyidli                                     |
| Grupo Masculino | China · Ma Xuefeng · Shi Jingwei · Zhang Minghe · Shi Junjie   | Israel · Tomer Offir · Or Abraham · Lior Borodin · Rotem Amihai            | Azerbaijão · Seymur Jafarov · Abdulla Al-Mashaykhi · Rasul Seyidli · Riad Safarov |
| Grupo Feminino  | Bélgica · Lauren Verbrugghe · Sofie Jaeken · Mirte Vercauteren | Estados Unidos · Grace Vonder Haar · Kayla Vonder Haar · Mariam Tutberidze | China · Ma Yixing · Gu Quanjia · Ding Wenyan                                      |